# Freda Brown
Pour les articles homonymes, voir Brown.
Freda Brown, née Freda Yetta Lewis le 9 juin 1919 à Sydney (Australie) et morte le 26 mai 2009, est une femme politique australienne. Elle est membre du Parti communiste d'Australie puis du Parti socialiste d'Australie.

## Biographie

### Vie familiale
En 1943, elle se marie à Bill Brown, un important militant communiste australien. Sa fille, Lee Rhiannon, est une femme politique membre des Verts et sénatrice.

### Carrière politique
Elle rejoint le Parti communiste d'Australie en 1936, alors que l'organisation est un soutien du régime soviétique de Joseph Staline. Elle travaille dans l'entreprise de signalisation de son père, avant de devenir journaliste pour Radio Times, puis, plus tard, pour divers médias syndicaux affiliés aux communistes.
Après la Seconde Guerre mondiale, elle rejoint la New Housewives Association, plus tard connue sous le nom d'Union des femmes australiennes, une organisation communiste dont elle devient par la suite présidente. Elle joue un rôle déterminant dans la célébration de l'année internationale des femmes par les Nations unies en 1975. Elle travaille avec la Fédération démocratique internationale des femmes (FDIF), dont elle est élue présidente lors du congrès de Berlin-Est en 1975. Elle occupe ce poste jusqu'en 1989, lorsque l'effondrement du communisme en Europe de l'Est rend cette forme d'engagement intenable.
Elle est membre du comité central du Parti communiste d'Australie entre 1968 et 1972.
En 1971, son mari est expulsé du parti en raison de son appartenance à une faction de l'organisation restée fidèle à l'URSS après l'invasion de la Tchécoslovaquie en 1968, évènement que le parti avait condamné. Le couple rejoint alors le Parti socialiste d'Australie. Elle est la seule femme australienne à avoir reçu le prix Lénine pour la paix (en 1977-1978). 
Freda Brown fait l'objet d'une émission du programme Australian Biography sur SBS Television, diffusée le vendredi 15 novembre 1996.
Le 8 mars 2004, lors de la Journée internationale des femmes et alors qu'elle est âgée de 85 ans, Freda Brown est félicitée pour son militantisme contre l'apartheid par le gouvernement sud-africain lors d'une cérémonie à Johannesbourg pour marquer le dixième anniversaire de la fin de l'apartheid. Elle avait travaillé en étroite collaboration avec la section féminine du Congrès national africain au cours des années 1970 et 1980, pendant son mandat à la Fédération démocratique internationale des femmes.